# Cléopâtre l'Alchimiste (Fontana)
Cléopâtre l'Alchimiste est un tableau réalisé vers 1585 ou en 1605 par la peintre italienne Lavinia Fontana. De format vertical, cette huile sur toile représente une jeune femme en costume oriental rouge face à un vase duquel s'échappe un serpent. Traditionnellement comprise comme étant Cléopâtre VII peu avant son suicide, la figure est désormais perçue comme une homonyme de l'Égypte antique plus tardive, l'alchimiste Cléopâtre. L'œuvre est conservée à la galerie Spada, à Rome.